# Hölderraum
Der Hölderraum (nach Otto Hölder) ist in der Mathematik ein Banachraum von Funktionen, der in der Theorie der partiellen Differentialgleichungen eine Rolle spielt. Dort sind Hölderräume eine natürliche Wahl, um Existenztheorie betreiben zu können.

## Definition
Sei {\displaystyle U\subset \mathbb {R} ^{n}}. Der Hölderraum {\displaystyle C^{k,\gamma }(U)} ist die Menge aller Funktionen {\displaystyle u\colon U\rightarrow \mathbb {R} } mit {\displaystyle u\in C^{k}(U)}, für die folgende Norm endlich ist:
{\displaystyle \|u\|_{C^{k,\gamma }(U)}:=\sum _{|\alpha |\leq k}\|D^{\alpha }u\|_{C(U)}+\sum _{|\alpha |=k}[D^{\alpha }u]_{C^{0,\gamma }(U)}}.
Hier bezeichnet
{\displaystyle \|D^{\alpha }u\|_{C(U)}:=\sup \left\{|D^{\alpha }u(x)|\ |\ x\in U\right\}}
die Supremumsnorm und
{\displaystyle [D^{\alpha }u]_{C^{0,\gamma }(U)}:=\sup \left\{\left.{\frac {|D^{\alpha }u(x)-D^{\alpha }u(y)|}{|x-y|^{\gamma }}}\ \right|\ x,y\in U,x\neq y\right\}\in \left[0,\infty \right]}
die Hölder-Konstante. Für {\displaystyle C^{0,\gamma }(\Omega )} schreibt man auch {\displaystyle C^{\gamma }(\Omega )}.
Der Hölderraum ist also der Raum der {\displaystyle k}-mal stetig differenzierbaren, beschränkten Funktionen von {\displaystyle U} nach {\displaystyle \mathbb {R} }, deren {\displaystyle k}-ten partiellen Ableitungen hölderstetig zu einer Konstanten {\displaystyle \gamma \in (0,1]} und ebenfalls beschränkt sind. Im Spezialfall {\displaystyle \gamma =1} spricht man meistens von Lipschitzstetigkeit.

## Satz von Kellogg
Sei {\displaystyle \gamma \in (0,1]} und {\displaystyle \Omega \subset \mathbb {R} ^{n}} ein beschränktes Gebiet mit {\displaystyle C^{2,\gamma }}-Rand sowie {\displaystyle L} ein streng elliptischer Operator in {\displaystyle \Omega } mit Koeffizienten in {\displaystyle C^{\gamma }(\Omega )}, d. h.
{\displaystyle Lu:=\sum _{i,j=1}^{n}a^{ij}(x)\cdot (D^{ij}u)(x)+\sum _{i=1}^{n}b^{i}(x)\cdot (D^{i}u)(x)+c(x)\cdot u(x)},
wobei {\displaystyle a^{ij},b^{i},c:\Omega \rightarrow \mathbb {R} } in {\displaystyle C^{\gamma }(\Omega )} liegen und die Matrix {\displaystyle A(x):=(a^{ij}(x))_{i,j=1,\ldots ,n}} die Elliptizitätsbedingung
{\displaystyle \langle A(x)\xi ,\xi \rangle \geq \lambda \|\xi \|^{2}} für alle {\displaystyle x\in \Omega ,\xi \in \mathbb {R} ^{n}}
mit einer von {\displaystyle x,\xi } unabhängigen Konstanten {\displaystyle \lambda >0} erfüllt. Weiter sei die Funktion {\displaystyle c\leq 0} nichtpositiv sowie {\displaystyle f\in C^{\gamma }(\Omega )} und {\displaystyle \varphi \in C({\overline {\Omega }})\cap C^{2,\gamma }(\Omega )}. Dann besitzt die Gleichung
{\displaystyle \left\{{\begin{array}{rlll}Lu&=&f&{\textrm {in}}\ \Omega \ ,\\u&=&\varphi &{\textrm {auf}}\ \partial \Omega \ ,\end{array}}\right.}
eine eindeutige klassische Lösung {\displaystyle u\in C({\overline {\Omega }})\cap C^{2,\gamma }(\Omega )}.
Da die obige Gleichung keine klassische Lösung {\displaystyle u} besitzt, falls von {\displaystyle f} lediglich Stetigkeit gefordert wird, ist die Kontrolle des Stetigkeitsmoduls von Relevanz für die Existenztheorie in der Theorie der partiellen Differentialgleichungen. Hölderräume sind eine Klasse von Funktionen, innerhalb derer klassische Existenztheorie betrieben werden kann.